# アウト・オブ・タウナーズ
『アウト・オブ・タウナーズ』 (The Out-of-Towners) は、1999年に製作されたアメリカ合衆国のコメディ映画である。主演はスティーヴ・マーティン。

## 概要
本作は、1970年に製作されたニール・サイモン脚本、ジャック・レモン主演のコメディ『おかしな夫婦』のリメイク作品である。ジャック・レモンらに代わり、今回はコメディ俳優として高い評価のあるスティーヴ・マーティンと、アカデミー賞女優でありコメディエンヌのゴールディ・ホーンがコミカルな夫婦を演じている。共演にはイギリスのコメディ集団モンティ・パイソンのリーダーとして知られるベテラン俳優ジョン・クリーズや、当時のニューヨーク市長だったルドルフ・ジュリアーニも出演している。舞台がニューヨークということもあり、NYで活躍するアーティストや俳優なども数多く顔を出している。

## あらすじ
オハイオ州に住む熟年夫婦のヘンリー（スティーヴ・マーティン）とナンシー（ゴールディ・ホーン）は、ヨーロッパへ留学する息子のアラン（オリヴァー・ハドソン）を見送ったばかり。ヘンリーは勤務していた広告会社をクビになり、ナンシーはこれからの二人きりの長い生活に気をもんでいた。クビになったことをナンシーには言えず、一人でこっそりニューヨークへ出向いて、面接試験を受けようとしていたヘンリーだが、一人でいるのが寂しいナンシーが勝手についてきてしまったことから騒動が始まる。ニューヨークへ着くはずの飛行機は霧のためにボストンへ着陸。翌日の朝に面接を控えたヘンリーは、焦りながら空港を走り回るが、荷物が紛失したり、列車に乗り遅れたりで右往左往する。
ようやくレンタカーを借りた2人だったが、道を間違えたことで予想以上の時間を費やしてようやくマンハッタンへたどり着く。しかしブロードウェイの役者と名乗る男から強盗に遭い、財布とバッグを奪われる。おまけに予約していた高級ホテルの支配人マルソー（ジョン・クリーズ）からは、ヘンリーのクレジット・カードが使えないことを鼻で笑われ、軽くあしらわれながらホテルを追い出されてしまう。散々な一日に肩を落とす2人は、しかたなくNYに住む娘スーザン（ジェシカ・コーフィール）のアパートへ向かう。

## キャスト
※括弧内は日本語吹替
- ヘンリー・クラーク - スティーヴ・マーティン（羽佐間道夫）
- ナンシー・クラーク - ゴールディ・ホーン（小山茉美）
- 支配人マルソー - ジョン・クリーズ（阪脩）
- グレッグ - マーク・マッキニー（牛山茂）
- アラン・クラーク - オリヴァー・ハドソン（樫井笙人）
- スーザン・クラーク - ジェシカ・コーフィール
- 市長 - ルドルフ・ジュリアーニ（田原アルノ）
- ウェルストン氏 - ジョゼフ・メイハー（宝亀克寿）
- シーナ - シンシア・ニクソン
- アパートの隣人 - クリストファー・デュラング（田原アルノ）
- 遺失物取扱所の係員 - ウィリアム・デュエル（中博史）
- 化粧室の婦人 - アン・ヘイニー

## スタッフ
- 監督：サム・ワイズマン
- 原作：ニール・サイモン　『おかしな夫婦』より
- 製作：ロバート・エヴァンス、ほか
- 脚本：マーク・ローレンス
- 音楽：マーク・シャイマン
- 撮影：ジョン・ベイリー
- 編集：ケント・ベイダ